# 一握の砂
『一握の砂』（いちあくのすな、英語表記：A Handful of Sand）は、歌人・石川啄木の歌集。
1908年から1910年までに詠まれた短歌のうち551首を選んで収録した啄木の第一歌集で、歌集としては唯一生前に刊行された。掲載作は1908年の上京後に、すべて東京で執筆された。
内容は故郷や北海道での生活を回想したものと、東京生活の哀歓をうたったものとに大別される。土岐哀果(善麿)の影響をうけて、三行分かち書きの新しい形式によったことも大きな特色である。口語的発想へ接近し、新しいリズムと視覚の目新しさを生んだ。

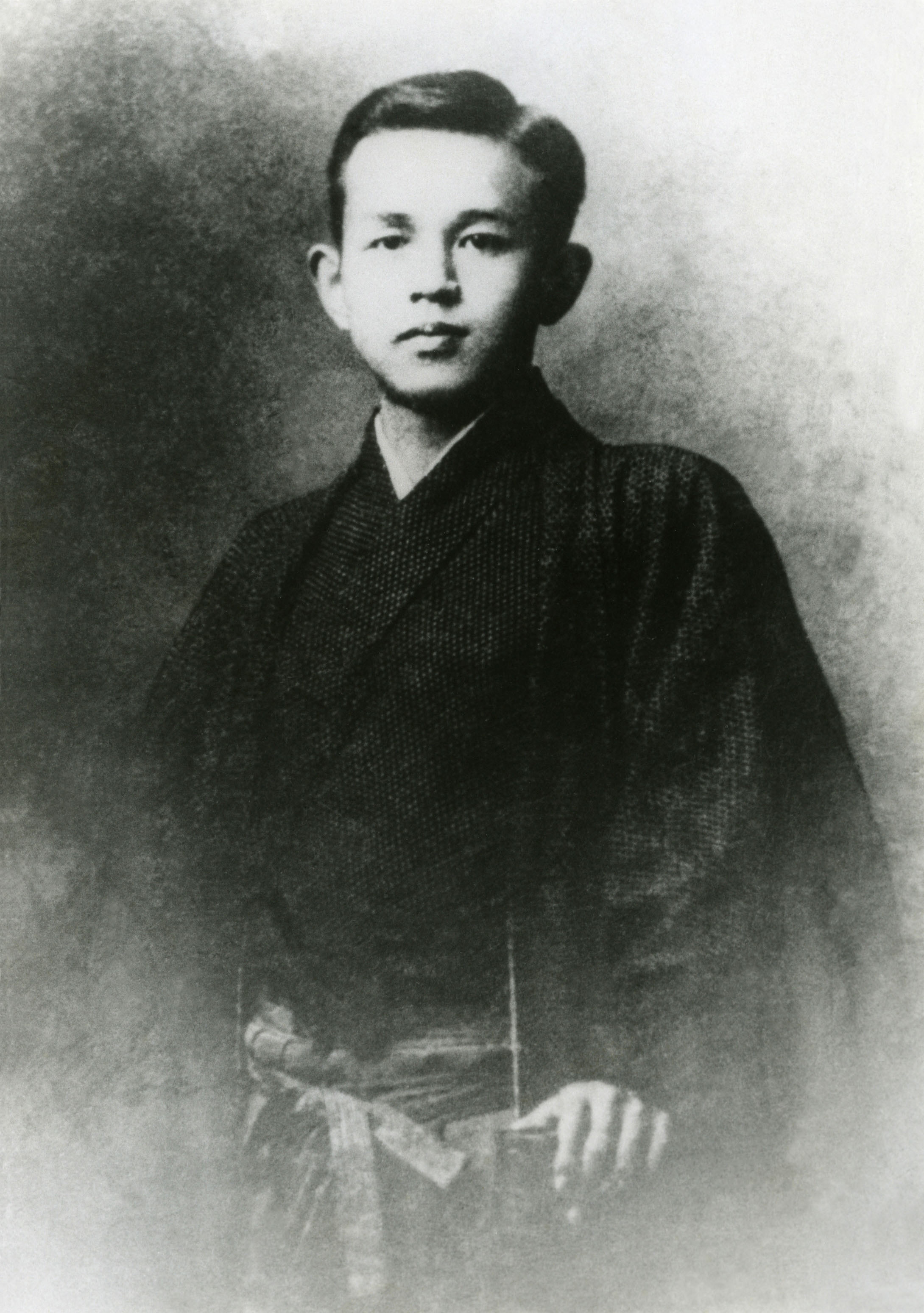
石川啄木

## 概要
1910年 (明治43年) 12月1日、東雲堂書店より初版が刊行された。三行分かち書き形式による生活に即した内容の新たな歌風を採用し、歌人としての名声を啄木にもたらした。歌集の始めに「明治四十一年夏以降の作一千余首中より五百五十一首を抜き手この集に収む」と記され、1908年から1910年までの間の551首が掲載されている。「我を愛する歌」「煙」「秋風のこころよさに」「忘れがたき人人」「手套を脱ぐ時」の五部構成である。

## 刊行に至る経緯
1909年3月に朝日新聞社に校正係として入社した啄木は、同年秋から『二葉亭全集』の校正を担当した。これは東京朝日新聞主筆の池辺三山が割り振ったものだった。池辺とともに社会部長の渋川柳次郎（玄耳）も啄木の文才を買っていた。
渋川は1910年4月2日、啄木が前月紙面に載せた短歌を評価し「出来るだけの便宜を与えるから、自己発展をやる手段を考えて来てくれ」と告げる。これに発奮した啄木は歌集の出版を企図して4月4日から11日までの間に自作の255首を編纂して『仕事の後』の題を付け、12日に春陽堂に持ち込んだが、稿料15円の要求が入れられずに実現しなかった。
9月に朝日歌壇が設けられると渋川は啄木を選者に抜擢した。この頃妻・節子が妊娠して出産のため大学病院に入院しており、啄木はその費用を得る目的で歌集出版に再度挑み、短歌を寄稿していた雑誌『創作』の版元だった東雲堂書店に出版を依頼したところ応諾され、10月4日に出版契約を結んだ。同日、長男・真一が誕生した。
東雲堂書店に持ち込んだ時点でも歌集の題は『仕事の後』で、掲載は約400首、記述は一行書きだった。この原稿に対して、10月9日までの間に歌を加除（30-40首を削除、70-80首を追加）した上で、三行分かち書きに書き換えて220ページに再編集し、題を『一握の砂』に変更した。『一握の砂』としての原稿を東雲堂書店に渡した後も歌を追加し、10月22日の友人宛書簡に「五百四十三首、二百八十六頁」と記した。直後の10月27日に真一が生後23日で死去。これを悼む歌8首を最後に追加して、12月1日に刊行された。

## 内容について

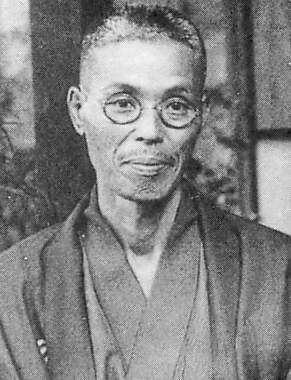
序文を書いた「藪野椋十」こと渋川柳次郎（玄耳）

序文を書いている「藪野椋十」は、渋川柳次郎の別名である。献辞では啄木を経済的・精神的に支えた宮崎郁雨・金田一京助への感謝や、夭折した長男・真一への哀悼が語られている。
挿絵は画家の名取春仙が描いている。
三行分かち書きのスタイルは、土岐哀果のローマ字歌集『NAKIWARAI』をヒントにしたとされる。
歌の制作時期別では1908年が64首、1909年が29首に対し、1910年のもの（本書初出を含む）が438首とその大半を占めている。1908年制作の歌には著名な「東海の小島の磯の白砂に…」や「たはむれに母を背負ひて…」といった作品が含まれ、一方で妻・節子の家出事件（1909年）や幸徳事件（大逆事件）を経た後は実生活に立脚した作品が増える。また、中学校時代など岩手県に暮らした頃や北海道在住時代を回想する作品もあり、それらは東京での生活の中で郷愁を詠んだと解されている。

## 代表歌
- ふるさとの 山に向ひて 言ふことなし ふるさとの山は ありがたきかな
- 石をもて 追はるがごとく ふるさとを 出でしかなしみ 消ゆる時なし
- はたらけど はたらけど猶 わが生活（くらし） 楽にならざり ぢつと手を見る
- いのちなき 砂のかなしさよ さらさらと 握れば指の あひだより落つ　(陸前高田歌碑にもなっている)
- ふるさとの 訛なつかし 停車場の 人ごみの中に そを聴きに ゆく
- 友がみな　我よりえらく　みゆる日よ　花を買いきて　妻としたしむ

## 影響
三行分けによる散文的なスタイルの短歌は、若い世代を中心に多くの追従者を生んだ。特に啄木の郷里の岩手県では、刊行前後から地元紙に啄木の作品が掲載されたこともあり、その影響は大きかった。その一人が旧制盛岡中学校の後輩で当時在学中だった宮沢賢治で、1911年頃に短歌創作を始めており、啄木の影響と推察されている。

## 他言語版
- 『一握の砂 (Un puñado de arena)　』伊藤昌輝訳、エレナ・ガジェゴ・アンドラーダ監修、大盛堂書房、2017年（日西対訳版、スペイン語音声CD付）。ISBN 978-4-88463-121-5